# Тылойка
Тылойка́ — река в России, протекает по Шарканскому району Республики Удмуртия. Устье реки находится в 39 км по левому берегу реки Ита. Длина реки составляет 17 км.
Исток расположен на Тыловайской возвышенности в 3 км к северо-западу от деревни Суроново неподалёку от границы с Якшур-Бодьинским районом. Течёт на северо-восток, протекает деревню Нижний Тылой и несколько нежилых. Приток — Исько (правый).
Впадает в Иту на границе Шарканского и Дебёсского районов в 3 км к юго-западу от села Верхний Четкер.

## Данные водного реестра
По данным государственного водного реестра России относится к Камскому бассейновому округу, водохозяйственный участок реки — Чепца от истока до устья, речной подбассейн реки Вятка. Речной бассейн реки — Кама.
Код объекта в государственном водном реестре — 10010300112111100032783.